# FairyTale: A True Story
FairyTale: A True Story (bra: O Encanto das Fadas) é um longa-metragem britano-estadunidense de 1997, do gênero fantasia dramática, dirigido por Charles Sturridge, com roteiro de Albert Ash, Tom McLoughlin e Ernie Contreras baseado no caso das fadas de Cottingley, ocorrido na Inglaterra durante a Primeira Guerra Mundial.

## Sinopse
Tudo começa quando duas garotas chamadas Elsie e Frances juram ter visto e fotografado fadas em seu jardim. Rapidamente, a inacreditável e grandiosa descoberta gera polêmica entre jornalistas, fotógrafos, profissionais e espiritualistas. E com isso, o pequeno jardim de West Yorkshire torna-se o centro das atrações. Todos querem ver as tão famosas criaturas que habitam o lugar. Porém, só se conseguem vê-las, aqueles que acreditam nelas.

## Elenco
- Harvey Keitel (Harry Houdini)
- Jason Salkey (James Collins)
- Peter O'Toole (Arthur Conan Doyle)
- Lara Morgan (Jean Doyle)
- Adam Franks (Adrian Doyle)
- Guy Witcher (Denis Doyle)
- Florence Hoath (Elsie Wright)
- Phoebe Nicholls (Polly Wright)
- Elizabeth Earl (Frances Griffiths)
- Paul McGann (Arthur Wright)
- Mel Gibson (pai de Frances)